# Pyramidobela agyrtodes
Pyramidobela agyrtodes är en fjärilsart som beskrevs av Edward Meyrick 1927. Pyramidobela agyrtodes ingår i släktet Pyramidobela och familjen plattmalar. Inga underarter finns listade i Catalogue of Life.